# Hervantajärvi
Hervantajärvi är en sjö i Finland. Den ligger i Tammerfors stad i landskapet Birkaland, i den södra delen av landet, 150 km norr om huvudstaden Helsingfors. Hervantajärvi ligger 114,9 meter över havet. Arean är 83,2 hektar och strandlinjen är 9,39 kilometer lång. Sjön  ingår i Kumo älvs huvudavrinningsområde.   I omgivningarna runt Hervantajärvi växer i huvudsak blandskog.